# Daniel Pemberton
Daniel Pemberton (3 novembre 1977) è un compositore britannico di colonne sonore cinematografiche e televisive.

## Filmografia parziale

### Cinema
- The Counselor - Il procuratore (The Counselor), regia di Ridley Scott (2013)
- Cuban Fury, regia di James Griffiths (2014)
- Operazione U.N.C.L.E. (The Man from U.N.C.L.E.), regia di Guy Ritchie (2015)
- Steve Jobs, regia di Danny Boyle (2015)
- Mal di pietre (Mal de pierres), regia di Nicole Garcia (2016)
- Gold - La grande truffa (Gold), regia di Stephen Gaghan (2016)
- King Arthur - Il potere della spada (King Arthur: Legend of the Sword), regia di Guy Ritchie (2017)
- The Silent Man (Mark Felt: The Man Who Brought Down the White House), regia di Peter Landesman (2017)
- Molly's Game, regia di Aaron Sorkin (2017)
- Tutti i soldi del mondo (All the Money in the World), regia di Ridley Scott (2017)
- Ocean's 8, regia di Gary Ross (2018)
- One Strange Rock, documentario naturalistico (2018)
- Spider-Man - Un nuovo universo (Spider-Man: Into the Spider-Verse), regia di Bob Persichetti, Peter Ramsey e Rodney Rothman (2018)
- Motherless Brooklyn - I segreti di una città (Motherless Brooklyn), regia di Edward Norton (2019)
- Yesterday, regia di Danny Boyle (2019)
- Birds of Prey e la fantasmagorica rinascita di Harley Quinn (Birds of Prey and the Fantabulous Emancipation of One Harley Quinn), regia di Cathy Yan (2020)
- Enola Holmes, regia di Harry Bradbeer (2020)
- Il processo ai Chicago 7 (The Trial of the Chicago 7), regia di Aaron Sorkin (2020)
- A proposito dei Ricardo (Being the Ricardos), regia di Aaron Sorkin (2021)
- Troppo cattivi (The Bad Guys), regia di Pierre Perifel (2022)
- Omicidio nel West End (See How They Run), regia di Tom George (2022)
- Amsterdam, regia di David O. Russell (2022)
- Enola Holmes 2, regia di Harry Bradbeer (2022)
- Spider-Man: Across the Spider-Verse, regia di Joaquim Dos Santos, Kemp Powers, Justin K. Thompson (2023)
- Ferrari, regia di Michael Mann (2023)
- Troppo cattivi 2 (The Bad Guys 2), regia di Pierre Perifel, JP Sans (2025)
- Eddington, regia di Ari Aster (2025)
- Deep Cover - Attori sotto copertura (Deep Cover), regia di Tom Kingsley (2025)

### Televisione
- Peep Show - serie TV (2003-2015)
- I Shouldn't Be Alive - serie TV (2005-2006)
- Prehistoric Park - serie TV (2006)
- Suburban Shootout - serie TV (2006-2007)
- Dirk Gently - serie TV (2010-2012)
- Complicit - film TV (2013)
- Dark Crystal - La resistenza (The Dark Crystal: Age of Resistance) - serie TV (2019)
- Slow Horses - serie TV (2022-in corso)

### Videogiochi
- LittleBigPlanet  - (2008)
- LittleBigPlanet 2  - (2011)
- The Movies - (2005)